# Pleopeltis gyroflexa
Pleopeltis gyroflexa är en stensöteväxtart som först beskrevs 1898 av Christ som Polypodium gyroflexum. År 2014 flyttades arten till släktet Pleopeltis inom familjen Polypodiaceae. Typlokal är Brasilien och inga underarter finns listade.